# Delavalia latioperculata
Delavalia latioperculata is een eenoogkreeftjessoort uit de familie van de Miraciidae. De wetenschappelijke naam van de soort is voor het eerst geldig gepubliceerd in 1981 door Ito.